# 余树江
余树江（英語：Kane Shee-Gong Yee，1934年3月26日—），美籍华裔电气工程师、应用数学家、电磁学家。他的研究领域涉及电磁学、流体力学、连续介质力学，以及偏微分方程的数值分析。余树江最知名的工作是1966年提出求解麦克斯韦方程组的一种算法：时域有限差分法（FDTD）。时域有限差分法使物理学家与工程师能直接用计算机模拟电磁波在空间中的传播与演化，在计算电磁学、光学、微波无线电、电子设计自动化中有着重要应用。时域有限差分法的基本运算单元“余氏网格”就是以他的姓氏命名的。

## 生平
余树江于1934年3月26日在中国广东省广州市出生。1957年，获得美国加州大学伯克利分校电气工程学士学位，1958年获得硕士学位，论文题目为《有限壁厚的圆柱空腔谐振器的分析》。随后，在同校的伯纳德·弗里德曼（Bernard Friedman）教授的指导下进修数学，1963年获得应用数学博士学位，博士论文的课题是《麦克斯韦方程组的边值问题》。1959年至1961年，受聘于洛克希德导弹与航天公司（Lockheed Missiles and Space Company），研究电磁波衍射的问题。
在自学Fortran编程时，作为练习，余树江开始尝试用计算机模拟麦克斯韦方程组。1966年，余树江在《IEEE天线与传播期刊》上发表论文，提出一种在交错式网格上应用有限差分法以求解麦克斯韦方程组的算法。这使物理学家与工程师能直接用计算机模拟电磁波在空间中的传播与演化，是计算电磁学发展的里程碑。然而由于多种原因，当时这篇论文在学术界几乎无人关注，直到90年代随计算机的发展才开始广泛应用。1980年，本算法被命名为时域有限差分法。为了纪念余树江的贡献，本算法有时也称为“余氏算法”（Yee's method），其基本运算单元“余氏网格”（Yee's cell）也是以他的姓氏命名的。
1966至1984年间，余树江在佛罗里达大学电气工程系与数学系担任教授，随后又在堪萨斯州立大学担任教授。1966年，担任劳伦斯利弗莫尔国家实验室顾问，并在1984至1987年间从事微波波段的电磁易损性（electromagnetic vulnerability）研究。1987年，担任洛克希德公司帕洛阿尔托研究实验室的研究员，研究计算电磁学问题。1996年退休。

## 时域有限差分法
1966年，余树江在《IEEE天线与传播期刊》上发表论文，提出一种在交错式网格上应用有限差分法以求解麦克斯韦方程组的算法。这使物理学家与工程师能直接用计算机模拟电磁波在空间中的传播与演化，是计算电磁学发展的里程碑。然而由于多种原因，当时这篇论文在学术界几乎无人关注——电磁学界当时普遍使用频域法而非时域法；创建入射电磁波的初始条件算法缺乏效率；吸收边界条件在当时尚未提出，无法计算开放边界的辐射问题（如天线）；缺乏实验验证；计算机也不甚发达。直到90年代随计算机的发展，时域有限差分法才开始广泛应用。
1969年，学者Dong-Hoa Lam改正了原论文中不正确的数值稳定性条件。1975年，艾伦·泰福勒（Allen Taflove）与莫里斯·E·布罗德温（Morris E. Brodwin）也改正了本错误，并进一步推广了余树江的成果。1980年，本算法被命名为时域有限差分法。为了纪念余树江的贡献，本算法有时也称为“余氏算法”（Yee's method），其基本运算单元“余氏网格”（Yee's cell）也是以他的姓氏命名的。

## 部分著作

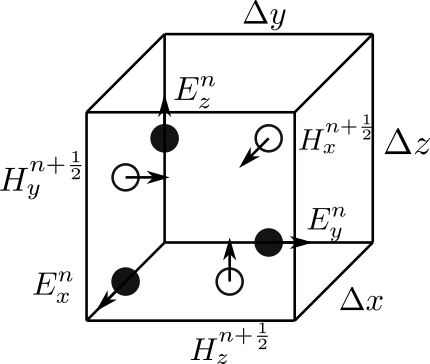
时域有限差分法中的基本运算单元“余氏网格”是以余树江的姓氏命名的

- Yee, Kane S.  [麦克斯韦方程组在各向同性介质中的初值与边值问题的数值解] (PDF). IEEE Transactions on Antennas and Propagation. May 1966, 14 (3): 302–307  [2023-02-27]. doi:10.1109/TAP.1966.1138693. （原始内容存档 (PDF)于2019-07-12）.
- Taflove, A.; Umashankar, K.R.; Beker, B.; Harfoush, F.; Yee, K.S.  [应用时域有限差分法对电磁场穿透厚导电屏蔽层上狭窄缝隙与搭接接头的详尽分析]. IEEE Transactions on Antennas and Propagation. February 1988, 36 (2): 247–257. doi:10.1109/8.1102.
- Yee, K.S.; Ingham, D.; Shlager, K.  [基于时域有限差分法的时域远场外推]. IEEE Transactions on Antennas and Propagation. March 1991, 39 (3): 410–413. doi:10.1109/8.76342.
- Zivanovic, S.S.; Yee, K.S.; Mei, K.K.  [时域有限差分法求解麦克斯韦方程组的一种子网格法]. IEEE Transactions on Microwave Theory and Techniques. March 1991, 39 (3): 471–479. doi:10.1109/22.75289.
- Yee, K.S.; Chen, J.S.; Chang, A.H.  [具有重叠网格的共形时域有限差分]. IEEE Antennas and Propagation Society International Symposium 1992 Digest. June 1992. doi:10.1109/APS.1992.221489.
- Yee, Kane S.; Chen, Jei S.  [时域有限差分法（FDTD）与时域有限体积法（FVTD）对麦克斯韦方程组的求解]. IEEE Transactions on Antennas and Propagation. March 1997, 45 (3): 354–363. doi:10.1109/8.558651.